# José Rolón
José Paulino de Jesús Rolón Alcaraz (Zapotlán el Grande, Jalisco, 22 de junio de 1876 - Ciudad de México, 3 de septiembre de 1945) fue un compositor, director de orquesta y profesor de música mexicano. Alumno de Nadia Boulanger, realizó algunas obras de importancia para el panorama musical (específicamente el orquestal) de la primera mitad del siglo XX en su país, en una temática nacionalista, sin estar involucrado directamente en dicha corriente en la que participaron otros compositores contemporáneos a él como José Pablo Moncayo y Manuel M. Ponce.

## Biografía
La música de México se reduce en demasiadas ocasiones a obras marcadas por el folclore. No obstante, al observar la historia musical de este país en el siglo XX, se hacen notar una diversidad de impulsos, que van desde la ideología política basada en una música mexicana nacionalista pasando por la idea de un genuino mundo sonoro latinoamericano, hasta las inﬂuencias de la cultura musical europea. 
José Paulino de Jesús Rolón Alcaraz, nació el 22 de junio de 1876 en Zapotlán el Grande, Estado de Jalisco hijo de José Feliciano Rolón Rolón y su segundo matrimonio con María Eduwiges de Jesús Alcarás Sandoval. Murió el 3 de febrero de 1945 en la Ciudad de México, forma parte de los compositores de México, que en el siglo XX marcaron persistentemente la historia musical del país. 
En su juventud marchó de su natal Zapotlán a Guadalajara, Jalisco, donde estudió piano, órgano y teoría de la música con Francisco Godínez, organista de la Catedral de esa ciudad. En seguida se adentró en la música europea como discípulo de Benigno de la Torre en su Academia de Piano de Guadalajara donde estudió de 1895 a 1901. De 1903 a 1907 fue a París a estudiar piano con el pianista y compositor polaco Moritz Moszkowski, así como composición y armonía con el pedagogo musical André Gedalge – maestro de compositores como Ch. Koechlin, Fl. Schmitt, Ravel, Ibert, Honegger y Milhaud. En el París de ese entonces, Rolón parece haber conocido también las primeras rupturas entre la tradición musical romántico tardía y los movimientos antagónicos, surgidos a comienzos del siglo XX. Entre 1907 y 1927 vivió en Guadalajara, la capital de Jalisco, en 1915 fundó la Orquesta Sinfónica de Guadalajara y en 1916 la Escuela Normal de Música. Durante ese tiempo se hace notar el esfuerzo de Rolón por ejecutar en México las obras de compositores franceses como Darius Milhaud y Edgar Varèse. Durante su segunda estancia en París, de 1927 a 1929, estudió armonía con la muy inﬂuyente maestra de composición Nadia Boulanger, así como composición con Paul Dukas, lo cual lo llevó a una reformulación radical de su estética musical y a una nueva orientación de su postura fundamental como compositor, que lo condujo con más brío hacia la música moderna. 
A su regreso en México, se entregó intensamente al mejoramiento de la vida musical y a la formación pedagógica de su país; a partir de 1930 dio clases de armonía, contrapunto y composición en el Conservatorio Nacional de Música en la Ciudad de México, del cual fue director en 1938.

## Obra musical
Se ocupó en especial a la integración de elementos estilísticos mexicanos en su manera de componer, que estaba fuertemente inﬂuenciada por el pensar europeo. La meta del entendimiento musical de Rolón era fusionar las exigencias formales, armónicas y melódicas con la idiomática del folclore mexicano de tal manera, que el resultado fuera un enriquecimiento mutuo. A diferencia de varios de sus contemporáneos, Rolón evitó la utilización meramente superﬁcial de elementos folclóricos como pieza característica romántica o como pseudo-estilo que fuese simple fachada de una demostración de lo «mexicano». Sin embargo, éste era exactamente el resultado deseado por un esfuerzo general que había después de los confusos años de la Revolución Mexicana: crear una música nacionalista con una identidad, que partiera de la herencia cultural indígena, lo cual inevitablemente ponía en una especie de contradicción a la posición de Rolón como compositor respecto a la política cultural que imperaba en los años después de 1920.

## Obras
- Concierto para piano y orquesta.
- Ingrata, canción para tenor y piano.
- Danzas indígenas para piano solo.
- Cuarteto para instrumentos de arcos. (1935)
- ¿Quién me compra una naranja? (1931), canción para soprano y piano.
- El festín de los enanos para orquesta. (1925)
- Dibujos sobre un puerto (1932), canción para soprano y piano.
- Incolor (1932), canción para soprano y voz.
- Mi tristeza es como un rosal florido (1932), canción para soprano y piano.
- Canción de la noche (1932), para soprano y piano.
- Deseos (1931/1932), canción para soprano y piano.
- Naufragio (1937), canción para soprano y piano.
- Epigrama (1929), canción para soprano y piano.